# بغاون
قرية بغاون وتكتب أحيانا أبغاون  قرية قديمة ومكان مأهول منذ عشرات السنين. تقع بالشمال الشرقي لبلدية السواحلية (ولاية تلمسان). وهي تبعد حوالي كيلومترين عن تونان وحوالي ست كيلومترات عن الغزوات. القرية محاطة بمجموعة من القرى فمن جهة الشمال توجد قرية أولاد دالي أما من الشرق فتطل عليها كل من أولاد علي وأولاد حمو ومن ناحية الغرب نجد الصفراء ومن الجنوب حي بوجليد الجديد.
طبيعتها جميلة وهوائها غربي بحكم ارتفاعها واطلالها على البحر من ناحية الشمال الغربي. جغرافيا يمكن تقسيمها إلى ثلاث مناطق  الزمانين   الشوارف والحي الجديد .
توجد بها مواقع سياحية كدار العذاب وحصن المراقبة الفريطة بقرية بغاون وضريج سيدي إبراهيم الذي صلى فيه الأمير عبد القادر 

## أحياء القرية

### الزمانين
و تمثل بغاون القديمة حيث لا تزال ملامح العراقة موجودة إلى يومنا هذا فالديار هنا مبنية من الحجارة والطين كان يخصص جزء منها للدواب وجزء للعلف كما قد تجد عند مدخل الدار أو في ركن من أركانه ما يعرف بالحفرة من أجل تحضير الطعام خاصة الخبز.أكثر ما يميز المنطقة تلاصق الديار وتقاربها وضيق الطرق مما يترجم تلاحم وترابط سكان القرية فيما بينهم. يوجد في هذه المنطقة مسجد ومقبرة هما الأقدم على مستوى القرية كما لا يزال موجودا مركزللمراقبة كانت تستخدمه قوات البحرية الفرنسية لحراسة المنطقة. مع مرور السنين وتزايد عدد السكان تم تجديد وبناء العديد من المنازل خاصة في مكان يطلق عليه الرحابي  وهو الذي كان مخصصا لدرس الحبوب بالدواب.

### «الشوارف»
و تتموقع في الوسط تضم بعض المنازل القديمة هي الأخرى بالإضافة إلى مسجد تقابله ساحة فارغة تعرف باسم  المطامر  نظرا لوجود مطامر بها إلى يومنا هدا كانت تخزن الحبوب فيها. كما توجد بالشوارف مركز التعذيب الشهير بالإضافة إلى المدرسة الابتدائية الوحيدة بالقرية والتي تحمل اسم عزيز عكاشة والتي تناوب على التدريس فيها مجموعة من المعلمين الممتازين ساهموا بقسط كبير في اعطاء جيل من الشباب المثقفين.

### الحي الجديد
اسمه يدل على حداثته تتواجد به مقبرة بالإضافة إلى مشاريع حديثة الإنجاز تنتظر تدشينها على غرار ملحقة البلدية والمستوصف.

### مناطق أخرى
غيران الحمام  "سيدي بوكنادل"  عين مسيردة " هي أسماء لأماكن مختلفة على جوانب القرية كانت ولا تزال قبلة لشباب القرية تمكنهم من الابتعاد قليلا عن الأنظار واستغلال مناظر الطبيعة...و أبرز هذه الأماكن هي عين مسيردة وهي عين توجد في أسفل الواد من الجهة الشرقية للقرية كانت ولا تزال مصدر المياه العذبة التي اشتهرت بها القرية...وهنا يمكنك أن تألف رواية حول العين ودورها الفعال فهي كانت قبلة النساء لغسل الثياب والصوف وقبلة لقوافل جلب المياه عند تعطل المضخة...و مسبحا للأطفال.

## تركيبة السكان
أهل القرية تربط أغلبيتهم صلة قرابة وأشهر العائلات هنا  صالح" " طهراوي   مسعود  عزيز  عمراني  حشماوي ...و كغيرهم من سكان الريف الجزائري كان سكان القرية يعتمدون على الزراعة في الوادي أو في أراضي أخرى خارج حدود القرية كما كانوا ينشطون بتربية المواشي...و لكن مع مرور السنوات تحول معظم الشباب إلى العلم والوظائف والحرف المهنية واكتفوا بغرس بعض الأشجار المثمرة بالقرب من المنازل من مبدأ الاكتفاء الذاتي.
مع مرور السنين تغيرت أحوال القرية وصارت أكثر حداثة كما فقدت القرية الكثير من شيوخها وعواجيزها. كما تغرب بعض من شبابها والبعض انخرط في صفوف الجيش لكن ارتباط معظمهم بالقرية وأهلها لا يزال قائما.